# فيكتور جوجساج
فيكتور جوجساج (بالإنجليزية: Victor Gojcaj)‏ هو ممثل أمريكي، ولد في 9 مارس 1983 بديترويت في الولايات المتحدة.

## وصلات خارجية
- فيكتور جوجساج على موقع IMDb (الإنجليزية)
- فيكتور جوجساج على موقع قاعدة بيانات الفيلم (الإنجليزية)